# Media Legua (Madrid)
Media Legua es un barrio administrativo de Madrid, enclavado en el distrito de Moratalaz. Limita al este con el barrio de Marroquina y al sur con Fontarrón.

## Características
Cuenta con una superficie de 0,999539 km² y un perímetro de 4,674 km.
Limitado por el oeste por la M-30, una pasarela peatonal atraviesa dicha vía y comunica al barrio con el de Estrella. En 2022 tenía una población de 17 456 habitantes. Se comunica por Metro mediante la línea 9, que cuenta con 2 estaciones en el barrio: Estrella y Vinateros.

## Transportes

### Autobús
Dentro de la red de la Empresa Municipal de Transportes de Madrid, las siguientes líneas prestan servicio a este barrio:
| Línea | Terminales                         |
| ----- | ---------------------------------- |
| 8     | Legazpi – Valdebernardo            |
| 20    | Sol/Sevilla – Pavones              |
| 30    | Felipe II – Pavones                |
| 32    | Jacinto Benavente – Pavones        |
| 71    | Manuel Becerra – Puerta de Arganda |
| 100   | Moratalaz – Valderrivas            |
| 113   | Méndez Álvaro – Ciudad Lineal      |
| N8    | Cibeles – Pavones                  |